# Leucoaraiosi

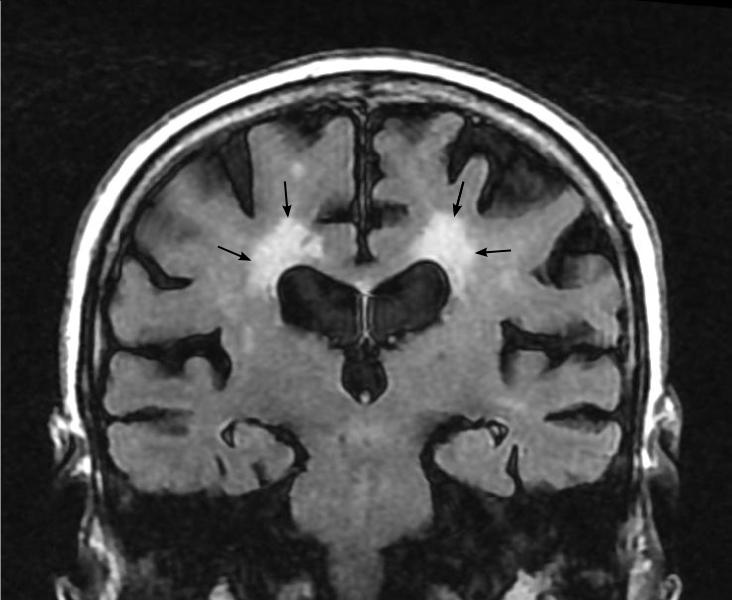
Imatge de ressonància magnètica: imatges hiperintenses (de leucoaraiosi) en un pacient de 90 anys, que presenta a més una atròfia cerebral.

La leucoaraiosi és una malaltia de la substància blanca periventricular. Pot ser detectada per tomografia computada (TC) d'alta freqüència, com una hipodensitat, i ressonància magnètica (RM), com una hiperintensitat. Es veu sovint en les persones grans, però de vegades en els adults joves.
El terme leucoaraiosi va ser encunyat en 1986 per Hachinski, Potter, i Merskey com un terme descriptiu per a la rarefacció ("araiosi") de la substància blanca, que es mostra com una disminució de la densitat en la TC i l'augment d'intensitat de senyal en les seqüències T2/FLAIR (hiperintensitats de la substància blanca) en la RM.
Se sospita que mecanismes vasculars en són responsables. La hipertensió arterial, el tabaquisme, la diabetis mellitus, la hiperhomocisteïnèmia i les malalties cardíaques són factors de risc de la leucoaraiosi. És causada per múltiples infarts de petits vasos en la substància blanca subcortical; en general, és el resultat d'una hipertensió crònica que condueix a la lipohialinosi dels petits vasos. Els pacients poden desenvolupar una síndrome de demència subcortical.
La leucoaraiosi s'ha notificat en una etapa inicial de la malaltia de Binswanger, però aquesta evolució no sempre succeeix.